# 长羽芽胞耳蕨
长羽芽胞耳蕨（学名：Polystichum attenuatum）为鳞毛蕨科耳蕨属下的一个种。

## 扩展阅读
- 維基物種上的相關：长羽芽胞耳蕨